# Sector Ciocana
Ciocana es uno de los cinco sectores en los que se divide administrativamente Chișinău, capital de Moldavia. La administración local se rige por un pretor nombrado por la administración de la ciudad. Gobierna sobre una parte de la ciudad de Chișinău en sí (la parte oriental), el municipio de Vadul lui Vodă, y las comunas de Bubuieci, Budești, Coloniţa, Cruzeşti y Tohatin. Este sector está poblado por mayoría de rumanos (moldavos).
El nombre del sector procede de la antigua localidad de Ciocana Nouă, que fue absorbida por el crecimiento de Chișinău en 1959. Hasta entonces estaba bajo subordinación de Visterniceni.